# To Shanshu in L.A.
To Shanshu in L.A. conocido en América Latina y en España como Shanshu en Los Angeles. Es el vigésimo segundo y último episodio de la primera temporada de la serie de televisión estadounidense Ángel. Escrito y dirigido por David Greenwalt. El episodio se estrenó originalmente el 23 de mayo del año 2000. En este episodio Ángel debe encontrar la manera de derrotar a Vocah un guerrero del inframundo que ha sido invocado por W&H para realizar el alzamiento de un ser que será la clave para lidiar con el vampiro con alma. 

## Argumento
Wesley continua traduciendo el texto de las profecías Aberjian (una de las cuales es la profecía Shanshu). En su intento por traducirlo, Wesley traduce la palabra Shanshu como "muerte", dando a entender que Ángel va a morir. En las afueras del edificio de Wolfram & Hart, los abogados Lindsey, Lilah y Holland llaman desde el inframundo a un guerrero llamado Vocah para ayudarlos a realizar un alzamiento.    
Ángel rescata a una mujer indigente de morir por el ataque de un demonio y en el progreso tiene una seria plática con Kate quien le explica que quiere limpiar la ciudad de las criaturas de la noche. Wesley y Cordelia deciden comentarle lo de la profecía a Ángel, pero cuando el vampiro escucha la noticia no se sorprende en nada. Ambos llegan se dan cuenta de que se debe a que Angel no se puede aferrar a la vida por ser eterno y creen que la solución es que el vampiro adquiera un pasatiempo.  
Mientras en tanto Vocah enfurece contra los abogados de W&H luego de enterarse de que Ángel robo el pipeto que es esencial para la realización del alzamiento. Vocah entonces decide que debe debilitar al vampiro antes de enfrentarse a él, y cree que debe romper el vínculo que tiene con los poderes del ser.  
Para poder lograrlo Vocah mata a los oráculos que Ángel consulto en ocasiones pasadas e inunda a Cordelia de miles de visiones que la dejan con un dolor agonizante, hasta el punto en el que los doctores le diagnostican pocas horas de vida. Al anochecer Vocah implanta una bomba en las oficinas de Ángel y escapa con el pipeto. Wesley entra a las oficinas sin saber lo de la bomba y permanece en el edificio cuando este explota. Cuando Ángel nota un extraño tatuaje en la dolida Cordelia; el vampiro va a ver a los oráculos solo para encontrarse con los cadáveres de los mismos. El fantasma del oráculo femenino aparece ante Ángel advirtiéndole que el responsable fue un Vocah y que en el pipeto esta la clave para liberar a Cordelia del dolor. 
Ángel se ve obligado a internar a Wesley en el hospital y enfrentarse a Kate quien lo quiere poner en custodia por ser el testigo de la explosión. Un enfurecido Ángel le deja bien claro que no le permitirá seguir molestándolo y que ya no son amigos. Poco después el vampiro le pide de favor a Gunn que cuide de los heridos Wesley y Cordelia mientras se va enfrentar al demonio Vocah responsable de todo.
En una sala; Vocah se prepara para realizar el alzamiento con una caja al centro de la habitación y cuatro vampiros encadenados en los costados ante las miradas de Lindsey, Lilah y Holland que están presentes para supervisarlo. A la habitación llega Ángel para enfrentarse a Vocah por el pipeto y por lo tanto interrumpiendo el ritual. Mientras Vocah y Angel luchan, Lindsey decide terminar el alzamiento, al recitar las últimas palabras; los cuatro vampiros encadenados se desintegran en el aire y una actividad se forma dentro de la caja del alzamiento. Acto seguido los socios de la firma se llevan la caja.
Luego de una rendida batalla, Ángel consigue derrotar a Vocah y le secciona la mano a Lindsey para evitar que el abogado destruya el pipeto. En hospital Ángel y Wesley realizan el ritual para liberar a Cordelia de la maldición de Vocah. Al día siguiente en el apartamento de Cordelia (usado com cuarteles temporales de Investigaciones Ángel); Wesley se da cuenta de que cometió un error de traducción en la palabra Shanshu y se da cuenta de que la profecía dice que Ángel se convertirá en unhumano una vez que complete su destino. 
En una bóveda de Wolfram&Hart, los abogados se reúnen para planear su próximo movimiento en contra del vampiro con alma que podrán realizar con lo que hay en la caja, en donde se encuentra una resucitada y aterrorizada Darla.

## Elenco
- David Boreanaz como Ángel.
- Charisma Carpenter como Cordelia Chase.
- Alexis Denisof como Wesley Wyndam Pryce.

## Producción
El productor y creador de la serie David Greenwalt quiso explotar las oficinas de Investigaciones Ángel porque estaba inconforme con ellas a la hora de filmar.
El nombre de Julie Benz apareció hasta los créditos finales del episodio con tal de acreditar su aparición como una sorpresa.

## Continuidad
- El episodio revela el significado de la profecía Shanshu que establece que un vampiro con alma tendrá un papel sobresaliente en el Apocalipsis, ganando de esta forma el derecho de vivir como humano de nuevo.
- Lindsey pierde su mano y esto intensifica la rivalidad que ambos se tienen mutuamente.
- Las Oficinas de Investigaciones Ángel son voladas en pedazos por Vocah y esto ocasionará que Ángel busque al hotel Hyperion como las nuevas oficinas de Investigaciones Ángel.
- Kaye menciona que se interesa en casos paranormales porque quiere limpiar a la ciudad de los demonios y vampiros.